# آقجه قشلاق
آقجه قشلاق روستایی از توابع بخش طارم سفلی شهرستان قزوین در استان قزوین ایران است.این روستا پهناورترین مرتع در بخش طارم سفلی را داراست.مناظر زیبای طبیعی از قبیل کوه صخره ای آشیانه عقاب با ارتفاع زیاد ، آبشار زیبای گویرچینیک،  حمام تاریخی و درخت چند صد ساله پسته وحشی در مزار این روستا همواره چشم نوازی می کنند.

## وجه تسمیه
نام این روستا از دو کلمه ترکی آقچه(آغچه که تلفظ صحیح و ترکی آن آغجاست) به معنی سکه یا پول خرد و یا احتمالاً منطقه سفید رنگ کوچک و کلمه قشلاق (قیشلاق) به معنی محل گذران سرما در زمستان گرفته شده است.همچنین آغجه (آغجا) در زبان ترکی نام زنانه است و طبق روایات محلی زنی به نام آغجه در گذشته برای گذران زمستان به این منطقه قشلاق می‌کرده است.

## جمعیت
این روستا در دهستان نیارک قرار دارد و براساس سرشماری مرکز آمار ایران در سال ۱۳۸۵، جمعیت آن ۱۱۵ نفر (۲۵خانوار) بوده‌است.زبان مردم روستا مانند دیگر روستاهای دهستان نیارک زبان ترکی آذربایجانی بوده و نام خانوادگی اهالی : برزگر ، آقاجانی، قربانی، عبدی ، شهبازی، فلاح ، رضایی و ... است.